# Gruppo Assicurativo Poste Vita
Il Gruppo Assicurativo Poste Vita è una compagnia di assicurazione italiana, controllato interamente da Poste Italiane. Si suddivide in due società principali: Poste Vita S.p.A. dedicata al ramo Vita e Poste Assicura S.p.A. specializzata nel ramo Danni.

## Poste Vita
Poste Vita S.p.A. è una compagnia di assicurazione italiana, nata nel 1999, specializzandosi nelle assicurazioni sulla vita e nel 2010 assieme alla consorella Poste Assicura è entrata a far parte del gruppo.
Nel 2014 divenne la terza compagnia assicurativa in Italia in termini di raccolta premi e quarto posto nella raccolta globale.
Nel 2021, con una raccolta premi di 17,6 miliardi, ha confermato la leadership nel ramo vita.
Dal 2015 al 2022 ha posseduto il 100% di Poste Welfare Servizi s.r.l., società delegata alla gestione dei servizi sanitari per gli assicurati attraverso convenzioni con ospedali e cliniche pubblici e private, ora passata sotto il controllo diretto della capo gruppo Poste Italiane.

## Poste Assicura
Poste Assicura s.r.l., nacque nel 2002 come un'agenzia multimandataria che vendeva prodotti confezionati con altre compagnie di assicurazione con lo scopo di ottenere le migliori condizioni di mercato. La vendita avveniva attraverso la rete degli uffici postali di Poste Italiane, rappresentando così uno dei primi esempi di bancassicurazione in Italia.
Dal 1º ottobre 2007, con l'iscrizione di Poste Italiane al Registro Unico degli Intermediari assicurativi, Poste Assicura ha cambiato oggetto sociale ed è diventata una S.p.A. e i prodotti distribuiti sotto il marchio di Poste Assicura sono diventati di Poste Italiane.
Il 25 marzo 2010, viene autorizzata dall'Isvap all'esercizio delle assicurazioni danni per i rami Infortuni e Salute, Responsabilità civile, Incendio e altri danni ai beni immobili e mobili, Assistenza, Tutela Legale e Perdite Pecuniare e diventa parte del gruppo assicurativo assieme alla consociata Poste Vita.
Nel 2021 con una raccolta premi di 318 milioni di euro continua il trend al rialzo degli anni precedenti.
Dal dicembre 2019 Poste Assicura si occupa anche del settore della RC auto e contratti accessori attraverso la controllata Poste Insurance Broker s.r.l. collocando polizze di assicurazione standardizzate.